# Peter Riis Andersen
Peter Riis Andersen, född 25 juli 1980, är en dansk mountainbikecyklist och läkarstuderande på Köpenhamns universitet.
Han är en tidigare OS-deltagare vid Aten 2004 där han slutade på 18:e plats i mountainbike. 
Riis Andersen skulle ha deltagit i OS 2008, men den 28 juli 2008 meddelade den Danmarks olympiska kommitté att cyklisten den 25 juni hade lämnat ett positivt dopingprov innehållande EPO. Anledningen var att han ville kompensera för dåliga resultat under säsongen som varit. I stället för de Olympiska sommarspelen blev han avstängd från sporten. I september 2008 blev det klart att dansken skulle bli avstängd under två år.
Åkte 2008 för tyska Team ALB-GOLD på mountainbike samt danske Team GLS Pakke Shop på landsväg. 2008 vann han silver vid Europamästerskapen i mountainbike. Under säsongen vann han de danska nationsmästerskapen i mountainbike.
Peter Riis Andersen tränades av tysken Christof Weiss. 

## Meriter
- 2001 dansk mästare i cykelcross (U23)
- 2001 dansk mästare i mountainbike
- 2003 dansk mästare i mountainbike
- 2004 dansk mästare i mountainbike
- 2005 dansk mästare i mountainbike
- 2005 dansk mästare i mountainbike
- 2007 dansk mästare i mountainbike
- 2008 dansk mästare i mountainbike
- 2008 silver vid EM i mountainbike